# Lars Hörmander
Lars Valter Hörmander (Sölvesborg, 24 de janeiro de 1931 — Lund, 25 de novembro de 2012) foi um matemático sueco.
Como aluno em nível escolar aprendeu matemática em nível universitário. Iniciou os estudos universitários na Universidade de Lund, em 1948, sob a supervisão de Marcel Riesz, completado em 1950. Obteve o doutorado em 1955, devotando seus esforços principalmente ao estudo de equações diferenciais parciais. Seguiu depois para os Estados Unidos, onde conheceu Richard Courant.
Em 1957 obteve a cadeira de professor na Universidade de Estocolmo.
Em 1962 recebeu a Medalha Fields, por suas realizações no campo dos operadores diferencias lineares. Enquanto antes de seus estudos apenas teorias satisfatórias para a solução de operadores especiais eram disponíveis, Hörmander provou mediante uma série de teoremas suas teorias, aplicáveis a operadores diferenciais lineares gerais.
Foi um dos fundadores da teoria dos operadores pseudo-diferenciais, uma generalização das equações diferenciais parciais.
Após permanecer nos Estados Unidos de 1964 a 1968, na Universidade de Princeton, ocupou cadeira de professor na Universidade de Lund.
Publicou The analysis of linear partial differential operators, em quatro volumes, uma obra fundamental sobre a teoria dos operadores diferenciais lineares.
Recebeu a Medalha Fields de 1962, e o Prêmio Wolf de Matemática de 1988. Aposentado em 1996, foi agraciado em 2006 com o Prêmio Leroy P. Steele da Sociedade Americana de Matemática.

## Publicações selecionadas
- Linear Partial Differential Operators, ISBN 978-3-642-46177-4 Softcover reprint of the original 1st ed. , Springer-Verlag, 2012 [1963], doi:10.1007/978-3-642-46175-0
- The Analysis of Linear Partial Differential Operators I: Distribution Theory and Fourier Analysis, ISBN 978-3-540-00662-6, Springer-Verlag, 2009 [1983][3][4]
- The Analysis of Linear Partial Differential Operators II: Differential Operators with Constant Coefficients, ISBN 978-3-540-22516-4, Springer-Verlag, 2004 [1983][3][4]
- The Analysis of Linear Partial Differential Operators III: Pseudo-Differential Operators, ISBN 978-3-540-49937-4, Springer-Verlag, 2007 [1985][5][6]
- The Analysis of Linear Partial Differential Operators IV: Fourier Integral Operators, ISBN 978-3-642-00117-8, Springer-Verlag, 2009 [1985][5][6]
- An Introduction to Complex Analysis in Several Variables, ISBN 978-1-493-30273-4 3rd ed. , North Holland, 1990 [1966]
- Notions of Convexity, ISBN 978-0-8176-4584-7, Birkhäuser Verlag, 2006 [1994][7]
- Lectures on Nonlinear Hyperbolic Differential Equations, ISBN 978-3-540-62921-4, Springer-Verlag, 2003 [1987]